# Dieta de Espira (1529)
La Dieta de Spira de 1529 fue una dieta (asamblea política y legislativa) del Sacro Imperio Romano Germánico celebrada en 1529 en la ciudad imperial libre de Espira. 
En esta reunión se condenaron los resultados de la Dieta de Espira de 1526 y se prohibieron futuras reformas. Tuvo como consecuencia la protesta de Espira.
Las fuerzas católicas consiguieron revertir la concesión que se había hecho a los príncipes en 1526 de escoger la religión que había de ser obligatoria para sus súbditos. El Edicto de Worms -que declaraba a Lutero como prófugo y hereje- iba a ser ejecutado sin esperar a convocar un Concilio General. Los miembros que apoyaban las enseñanzas y prácticas luteranas se opusieron lógicamente a este acuerdo y a partir de esta protesta se les conoció como protestantes, nombre aún utilizado hoy en día para este movimiento religioso.

## Desarrollo
La Dieta se convocó el 15 de marzo de 1529 con los objetivos de 
- Consensuar la acción contra los turcos, cuyos ejércitos avanzaban en Hungría y sitiarían Viena poco después
- Tomar una postura en contra del progreso del luteranismo.

Los dignatarios católicos aparecieron con toda su fuerza al igual que varios príncipes y representantes de ciudades imperiales que se inclinaban hacia las reformas de Martín Lutero y Ulrico Zuinglio. Las fuerzas católicas apoyadas por los recientes éxitos de Carlos V contra los franceses en Italia, intentaron revertir la política de tolerancia religiosa adoptada en 1526.
A la reunión no asistió Carlos V. Envió instrucciones a su regente y hermano Fernando, para que siguiera una línea conciliatoria, pero su consejo no llegó a tiempo y Fernando leyó sus propias sugerencias -mucho menos conciliatorias- en el nombre de Carlos V al comienzo de la Dieta. 
Fernando condenó la forma en que muchos príncipes interpretaron el receso emitido en Espira en 1526. Él específicamente les negó el derecho de elegir qué reformas religiosas entrarían en vigor en sus estados y ordenó que se siguiera el catolicismo en todos los estados del Sacro Imperio Romano. Los protestantes sintieron que "Cristo estaba nuevamente en las manos de Caifás y Pilato". 
El resultado de la Dieta neutralizó el de la Dieta anterior de 1526; prácticamente condenó las innovaciones hechas y prohibió cualquier reforma posterior hasta la reunión del consejo, prometida para el próximo año por el Emperador y el Papa. Por lo tanto, el Edicto de Worms debía aplicarse sin esperar un Consejo General. 
Los zuinglianos y anabaptistas fueron excluidos por ambos bandos siendo estos últimos por unanimidad condenados a muerte.